# Yacoub Fall
Yacoub Fall (Nouadhibou, 31 dicembre 1980) è un calciatore mauritano, difensore dell'FC Nouadhibou.